# Creil
Creil este un oraș în Franța, în departamentul Oise din regiunea Picardia. Orașul se află la 55 km nord de Paris.

## Personalități născute aici
- Éric Woerth (n. 1956), politician, om de stat.

1. ↑  répertoire géographique des communes, accesat în 26 octombrie 2015
2. ↑  dataset of postal codes in France, 1 octombrie 2018